# Folcholtsbaar
|  | Dieser Artikel oder Abschnitt wurde wegen inhaltlicher Mängel auf der Qualitätssicherungsseite der Redaktion Geschichte eingetragen (dort auch Hinweise zur Abarbeitung dieses Wartungsbausteins). Dies geschieht, um die Qualität der Artikel im Themengebiet Geschichte auf ein akzeptables Niveau zu bringen. Dabei werden Artikel gelöscht, die nicht signifikant verbessert werden können. Bitte hilf mit, die Mängel dieses Artikels zu beseitigen, und beteilige dich bitte an der Diskussion! |

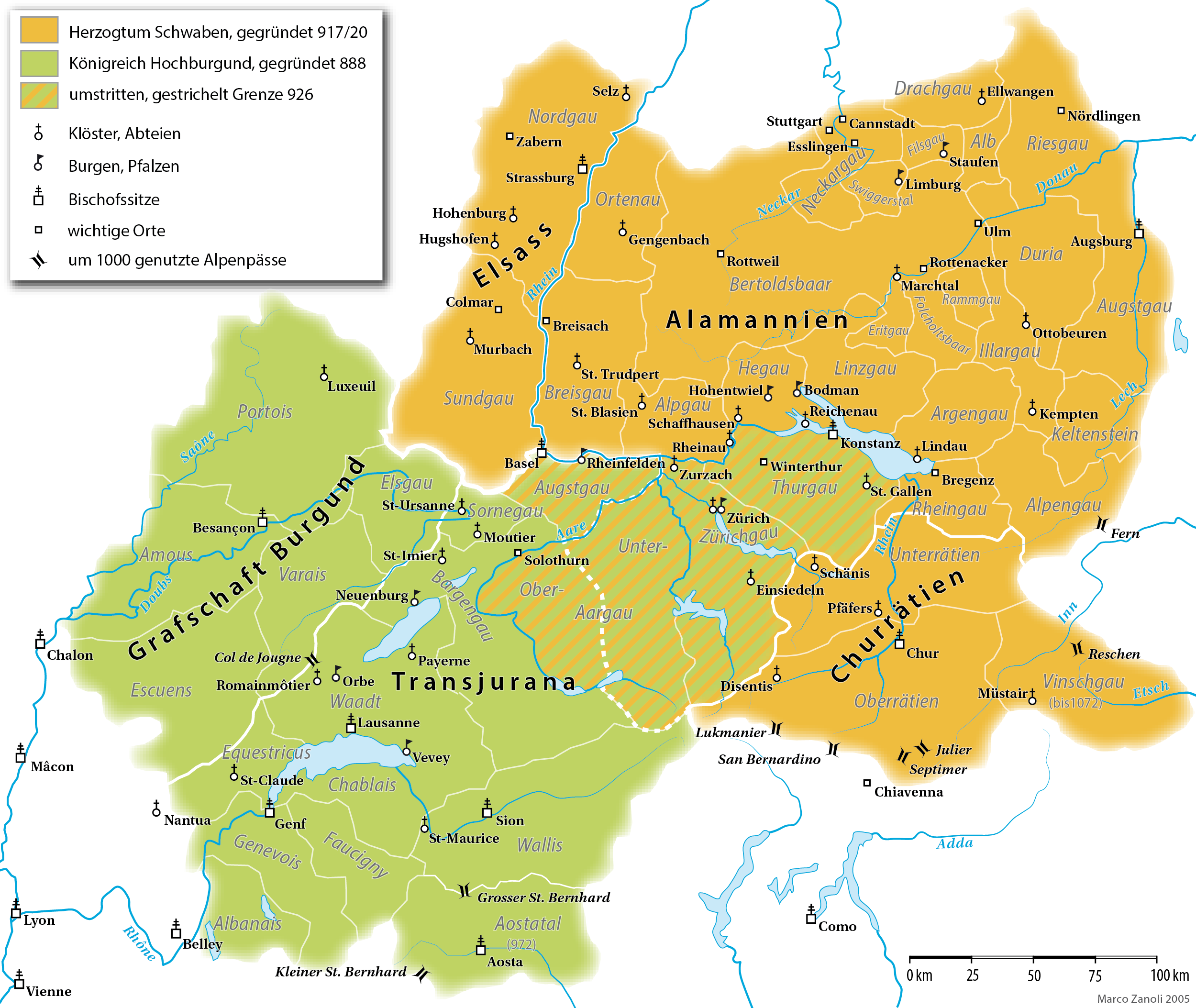
Die Karte des Herzogtums Schwaben zeigt die Folcholtsbaar südlich des Klosters Marchtal.

Die Folcholtsbaar (auch Folcholtspara) war ein mittelalterlicher Gau im heutigen Baden-Württemberg.
Der Name Folcholtsbaar leitet sich von einem ihrer früheren Herrscher Folcholt ab, dessen Name sich auch in dem heutigen Ehinger Stadtteil Volkersheim (Folkotsheim) erhalten hat. Lediglich eine Schenkungsurkunde aus dem Jahr 805 erwähnt diese Baar.

## Ausdehnung
Die folgenden Orte sind in dieser Urkunde eindeutig der Folcholtsbaar zuzuordnen:
- Heidcauwe (Haidgau)
- Antarmarhingas (Emerkingen)

Diese Urkunde erklärt nicht eindeutig, ob die folgenden ebenso genannten Orte (von denen mehrere auch in andern Gauen vorkommen) zur Folcholtsbaar gehörten. Dies verhindert die Grenzen dieses Gaues klar zu setzen:
- Marahtale (Obermarchtal und Untermarchtal)
- eine Kirche in Pussone (Bussen)
- eine Kirche ad See (Seekirch am Federsee)
- Güter in Heistilingauwe (Haisterkirch (Bad Waldsee))
- Wangas (Mengen (Bad Waldsee))
- Hohdorf (Hochdorf (Bad Waldsee))
- Villare (Weiler(Bad Waldsee))
- Dhahdorf (vermutlich Datthausen)
- Meringas (Möhringen (Unlingen) vgl. Eritgau)
- Taugindorf (Daugendorf (Riedlingen) vgl. Eritgau)
- Cruaningum (Grüningen vgl. Eritgau)
- Asinheim (vermutlich Ensenheim. Abgegangener Ort bei Unlingen vgl. Eritgau)
- Wahhingas (Oberwachingen oder Unterwachingen bei Riedlingen vgl. Eritgau)
- Sembingwanc (verschrieben? wohl Binzwangen (Ertingen) bei Riedlingen vgl. Eritgau)
- Stiviloheim (unbekannt)
- Erfstetim (Erbstetten (Ehingen))
- superior Wilzinga et inferior (Ober und Unter-Wilzingen vgl. Eritgau)

In einer Urkunde vom Jahre 817 erscheinen folgende Orte mit den unzweifelhaften Folcholtsbaarorten Emerkingen und Heidgau zusammen gruppiert, jedoch ohne besondere Gaubezeichnung:
- in villis Essindorf (Essendorf Alb-Donau-Kreis)
- unum villarem qui dicitur Perahtramni (unbekannt)
- ad Fedarhaun (ein Name, der sich vermutlich in Henauhof am Federsee erhalten hat)
- Heidcavve (unbekannt)
- Antimarchingun (unbekannt)
- Wahingun (unbekannt)
- Marahtale (Obermarchtal oder Untermarchtal)
- Erfstetim (Erbstetten (Ehingen))
- Chrezzingun (Grötzingen (Allmendingen))
- Muliheim (Mühlheim (Ehingen))
- Wilzingis Wilzinga (Unter- oder Oberwilzingen)
- Polstetim (unbekannt; wohl nicht Bolstern)

## Gaugrafen
Die Grafen von Veringen waren im 10.–12. Jahrhundert die Gaugrafen der Folcholtsbaar.